# ICE Hockey League
win2day ICE Hockey League (ICEHL) (německy win2day Eishockey-Liga) je nejvyšší profesionální hokejovou ligou v Rakousku. V současné době v ní hrají kromě rakouských týmů také týmy ze Maďarska, Itálie, a Slovinska. V sezónách 2011/2012 až 2019/20 a v sezóně 2021/22 zde hrál i český celek Orli Znojmo.
Italský tým HC Bolzano je jediným mistrem EBEL ze zahraničí (a to dvakrát v letech 2014 a 2018, z ČR v kádru brankář Jaroslav Hübl). Statisticky je ovšem mistrem Rakouska v obou případech tým EC Red Bull Salzburg, kterému jsou připočteny tituly z let 2014 a 2018 jako nejvýše postavenému rakouskému týmu v play-off.

## Historie
Historie rakouské hokejové ligy sahá až do roku 1923. Liga se nehrála v roce 1936 a během druhé světové války (1939–1945). Po anšlusu Rakouska Třetí říší v roce 1938 se některé rakouské týmy připojily k německé hokejové lize. Dokonce dokázal tým EK Engelmann Wien v roce 1939 a tým Wiener EG v roce 1940 německou ligu vyhrát. Liga existuje v dnešní formě od sezóny 1965/66.
Do sezóny 2005/06 hrály ligu výhradně rakouské týmy. Od té doby se přidaly k lize postupně týmy ze Slovinska, Maďarska, Chorvatska, Česka, Itálie a Slovenska.
- Od sezóny 2006/07 hrál soutěž slovinský HK Acroni Jesenice (do roku 2012)
- Od sezóny 2007/08 přibyly do soutěže slovinský Telemach Olimpija Lublaň (do roku 2017) a maďarský Alba Volán Székesfehérvár
- Od sezóny 2009/10 hrál soutěž chorvatský KHL Medveščak (do roku 2013, a v sezónách 2017/18 a 2018/19 znovu nastupoval v EBEL lize)
- Prvním (a zatím jediným) týmem z Česka byl od sezóny 2011/12 klub Orli Znojmo (do té doby prvoligový, v letech 1999–2009 extraligový a v sezóně 2020/21 účastník 2. české hokejové ligy). Od sezóny 2022/23 se vrátil do českých soutěží.
- Od sezóny 2012/13 došlo ke změně účastníků, místo slovinského týmu HK Acroni Jesenice (hrál od sezóny 2006/07), který z finančních důvodů musel soutěž opustit, začaly v lize působit další dva rakouské celky, EC Dornbirn a po tříleté pauze také HC TWK Innsbruck
- Od sezóny 2013/14 soutěž nehraje chorvatský KHL Medveščak Záhřeb, který se přestěhoval do ruské KHL, do soutěže se připojí znovu od sezóny 2017/18
- Od sezóny 2013/14 hraje soutěž i italský HC Bolzano (zaujal místo po Medveščaku), v Česku populární především během výluky NHL, kdy za něj odehrál v sezóně 1994/95 několik zápasů i Jaromír Jágr
- V sezóně 2020/21 byl do ligy přijat slovenský tým Bratislava Capitals, který ji po sezóně 2021/22 opustil.
- Pro sezónu 2021/22 byly do ligy přijaty mimo Znojma i slovinský klub HK SŽ Olimpija Lublaň a italský klub HC Pustertal Wölfe
- Od sezóny 2022/23 byl přijat italský Asiago Hockey 1935 a Pioneers Vorarlberg.

V sezóně 2019/20 byla nejvyšší hokejová soutěž po odehrání základní části zrušena a její play-off tak zůstalo nedohráno. Rozhodnutí zrušit zbývající zápasy padlo dne 10. března 2020 z důvodu narůstajících případů nakažených koronavirem SARS-CoV-2. Poprvé tak od sezóny 1946 nebyl vyhlášen rakouský mistr v ledním hokeji.

## Vztah zahraničních týmů v EBEL k jejich domácím ligám

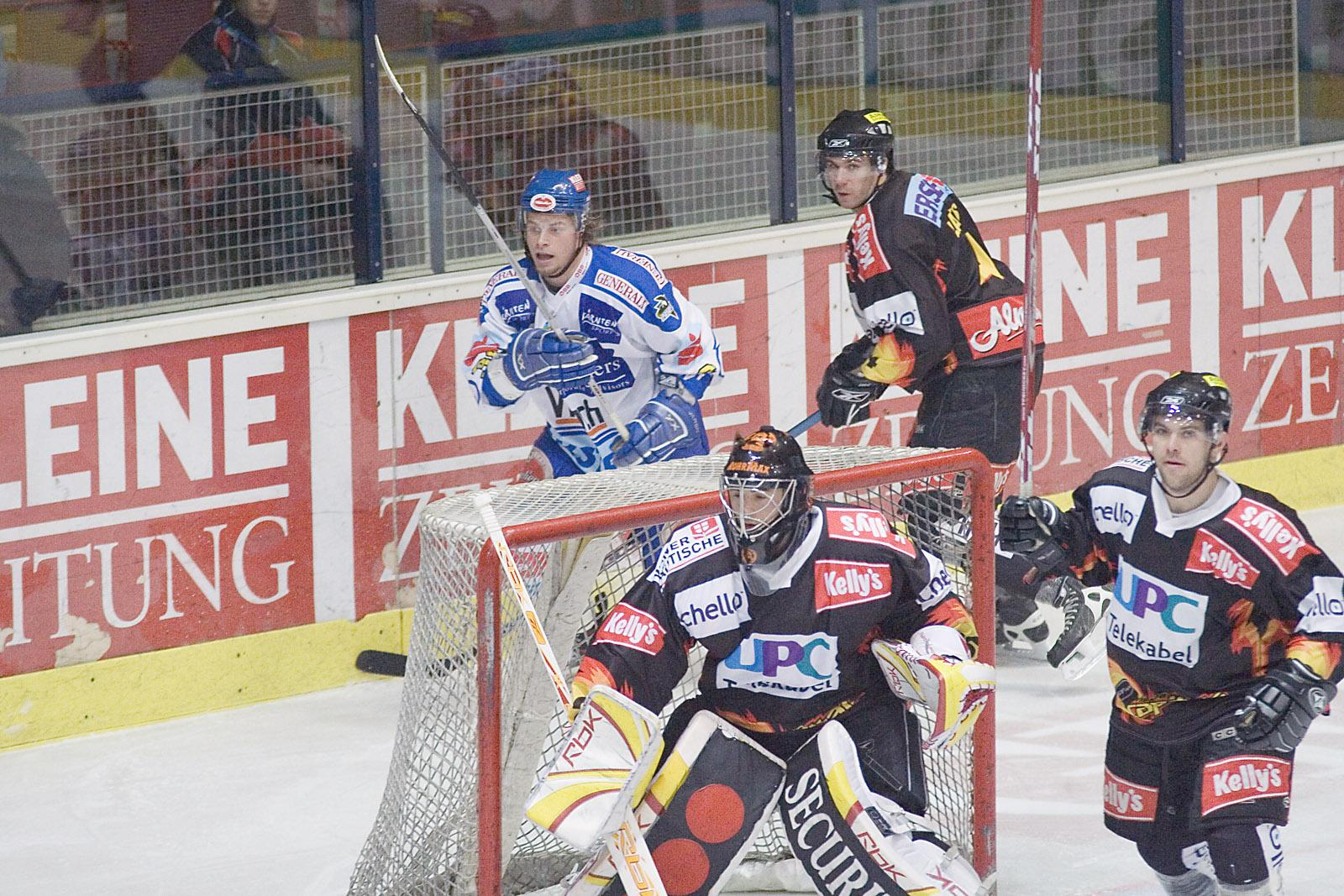
Utkání Villach - Vídeň

### Slovinsko
EBEL ligu hrály do sezóny 2011/2012 dva slovinské týmy, které se po ukončení EBEL střetly o celkového mistra Slovinska s vítěznými týmy z Slohokej Liga. Tento malý turnaj se nazývá Slovenska hokejska liga. Od sezóny 2012/2013 se změnila struktura nižších soutěží v Rakousku i Slovinsku, když byla založena nová společná druhá liga pod názvem Inter-National-League, kterou budou hrát čtyři rakouské a tři slovinské týmy.

### Maďarsko
Oficiální maďarská liga se jmenuje OB I. Bajnokság, která se hraje od února do dubna (od září do ledna její celky hrají MOL ligu). Do play-off OB I. Bajnokság naskočí také Alba Volán Székesfehérvár hrající EBEL.

### Česko
V sezóně 2011/2012 přibyl do EBEL ligy první český tým. Z 1. české ligy se pro její neatraktivnost rozhodli Orli Znojmo odejít do jiné soutěže. Znojmo v průběhu sezóny hraje pouze EBEL ligu. V květnu 2020 oznámilo Znojmo odchod z důvodů pandemie koronaviru a nejisté ekonomické situace klubu. V českém hokeji strávili jeden rok, pak v sezóně 2021/22 hrálo EBEL ligu, ale opět po jedné sezóně se znojemský klub vrátil do českých soutěží.

## Týmy 2023/24
| Tým                        | Město          | Arena                   | Kapacita      | Založeno      | Připojení k EBEL      |
| Současné týmy              | Současné týmy  | Současné týmy           | Současné týmy | Současné týmy | Současné týmy         |
| -------------------------- | -------------- | ----------------------- | ------------- | ------------- | --------------------- |
| EC KAC                     | Klagenfurt     | Stadthalle Klagenfurt   | 5 500         | 1909          | 1923/24               |
| EC GRAND Immo VSV          | Villach        | Villacher Stadthalle    | 4 800         | 1923          | 1977/78               |
| Graz 99ers                 | Štýrský Hradec | Eisstadion Liebenau     | 4 050         | 1999          | 2000/01               |
| Steinbach Black Wings Linz | Linec          | Donauhalle              | 3 800         | 1992          | 2000/01               |
| Vienna Capitals            | Vídeň          | Erste Bank Arena        | 7 022         | 2000          | 2001/02               |
| EC Red Bull Salzburg       | Salcburk       | Eisarena Salcburk       | 3 600         | 1977          | 2004/05               |
| HC TWK Innsbruck           | Innsbruck      | Olympiahalle Innsbruck  | 7 212         | 1994          | do 2009, opět od 2012 |
| Pioneers Vorarlberg        | Feldkirch      | Vorarlberghalle         | 5 200         | 2022          | 2022/23               |
| Fehérvár AV19              | Székesfehérvár | Székesfehérvár Ice Hall | 3 600         | 1960          | 2007/08               |
| HC Bozen–Bolzano           | Bolzano        | PalaOnda                | 7 220         | 1933          | 2013/14               |
| HC Pustertal               | Bruneck        | Intercable Arena        | 3 100         | 1954          | 2021/22               |
| Asiago Hockey 1935         | Asiago         | Pala Hodegart           | 3 000         | 1935          | 2022/23               |
| HK Olimpija Lublaň         | Lublaň         | Hala Tivoli             | 7 000         | 2004          | 2021/22               |

## Vítězové (rakouské mistrovství)
- 1923 Wiener EV
- 1924 Wiener EV
- 1925 mistrovství nedohráno
- 1926 Wiener EV
- 1927 Wiener EV
- 1928 Wiener EV
- 1929 Wiener EV
- 1930 Wiener EV
- 1931 Wiener EV
- 1932 Pötzleinsdorfer SK (dále znám jako EK Engelmann Wien)
- 1933 Wiener EV
- 1934 Klagenfurter
- 1935 Klagenfurter
- 1936 EK Engelmann Wien
- 1937 Wiener EV
- 1938 EK Engelmann Wien
- 1939–1945 nehrálo se
- 1946 EK Engelmann Wien
- 1947 Wiener EV
- 1948 Wiener EV
- 1949 Wiener EG
- 1950 Wiener EG
- 1951 Wiener EG
- 1952 Klagenfurter
- 1953 Innsbrucker EV
- 1954 Innsbrucker EV
- 1955 Klagenfurter

- 1956 EK Engelmann Wien
- 1957 EK Engelmann Wien
- 1958 Innsbrucker EV
- 1958–59 Innsbrucker EV
- 1959–60 EC KAC
- 1960–61 Innsbrucker EV
- 1961–62 Wiener EV
- 1962–63 Innsbrucker EV
- 1963–64 EC KAC
- 1964–65 EC KAC
- 1965–66 EC KAC
- 1966–67 EC KAC
- 1967–68 EC KAC
- 1968–69 EC KAC
- 1969–70 EC KAC
- 1970–71 EC KAC
- 1971–72 EC KAC
- 1972–73 EC KAC
- 1973–74 EC KAC
- 1974–75 ATSE Graz
- 1975–76 EC KAC
- 1976–77 EC KAC
- 1977–78 ATSE Graz
- 1978–79 EC KAC
- 1979–80 EC KAC
- 1980–81 Villacher SV
- 1981–82 VEU Feldkirch

- 1982–83 VEU Feldkirch
- 1983–84 VEU Feldkirch
- 1984–85 EC KAC
- 1985–86 EC KAC
- 1986–87 EC KAC
- 1987–88 EC KAC
- 1988–89 GEV Innsbruck
- 1989–90 VEU Feldkirch
- 1990–91 EC KAC
- 1991–92 Villacher SV
- 1992–93 Villacher SV
- 1993–94 VEU Feldkirch
- 1994–95 VEU Feldkirch
- 1995–96 VEU Feldkirch
- 1996–97 VEU Feldkirch
- 1997–98 VEU Feldkirch
- 1998–99 Villacher SV
- 1999–00 EC KAC
- 2000–01 EC KAC
- 2001–02 Villacher SV
- 2002–03 EHC Black Wings Linz

## Vítězové (mezinárodní EBEL)
- 2003–04 EC KAC
- 2004–05 Vienna Capitals
- 2005–06 Villacher SV
- 2006–07 Red Bull Salzburg
- 2007–08 Red Bull Salzburg
- 2008–09 EC KAC
- 2009–10 Red Bull Salzburg

- 2010–11 Red Bull Salzburg
- 2011–12 EHC Black Wings Linz
- 2012–13 EC KAC
- 2013–14  HC Bolzano (mistrem Rakouska tým Red Bull Salzburg)
- 2014–15 Red Bull Salzburg
- 2015–16 Red Bull Salzburg
- 2016–17 Vienna Capitals
- 2017–18  HC Bolzano  (mistrem Rakouska tým Red Bull Salzburg)
- 2018–19 EC KAC[9]
- 2019–20 mistrovství nedohráno z důvodu epidemie koronaviru SARS-CoV-2[3]
- 2020–21 EC KAC[10]
- 2021–22 Red Bull Salzburg
- 2022–23 Red Bull Salzburg
- 2023–24 Red Bull Salzburg

## Přehled celkových vítězů v rakouské nejvyšší soutěži
Zdroj:
| Klub                 | Tituly | Vítězné ročníky |
| -------------------- | ------ | --- |
| EC KAC               | 32     | 1934, 1935, 1952, 1955, 1960, 1964, 1965, 1966, 1967, 1968, 1969, 1970, 1971, 1972, 1973, 1974, 1976, 1977, 1979, 1980, 1985, 1986, 1987, 1988, 1991, 2000, 2001, 2004, 2009, 2013, 2019, 2021 |
| Wiener EV            | 13     | 1923, 1924, 1926, 1927, 1928, 1929, 1930, 1931, 1933, 1937, 1947, 1948, 1962 |
| EC Red Bull Salzburg | 11     | 2007, 2008, 2010, 2011, 2014, 2015, 2016, 2018, 2022, 2023, 2024 |
| VEU Feldkirch        | 9      | 1982, 1983, 1984, 1990, 1994, 1995, 1996, 1997, 1998 |
| Innsbrucker EV       | 7      | 1953, 1954, 1958, 1959, 1961, 1963, 1989 |
| EK Engelmann Wien    | 6      | 1932, 1936, 1938, 1946, 1956, 1957 |
| Villacher SV         | 6      | 1981, 1992, 1993, 1999, 2002, 2006 |
| Wiener EG            | 3      | 1949, 1950, 1951 |
| ATSE Graz            | 2      | 1975, 1978 |
| EHC Black Wings Linz | 2      | 2003, 2012 |
| Vienna Capitals      | 2      | 2005, 2017 |

## Přehled celkových vítězů v Erste Bank Eishockey Liga (mezinárodní soutěž)
Zdroj:
| Klub                 | Tituly | Vítězné ročníky                                                                        |
| -------------------- | ------ | -------------------------------------------------------------------------------------- |
| EC Red Bull Salzburg | 8      | 2006/2007, 2007/2008, 2009/2010, 2010/2011, 2014/2015, 2015/2016, 2021/2022, 2022/2023 |
| EC KAC               | 5      | 2003/2004, 2008/2009, 2012/2013, 2018/2019, 2020/2021                                  |
| Vienna Capitals      | 2      | 2004/2005, 2016/2017                                                                   |
| HC Bolzano           | 2      | 2013/2014, 2017/2018                                                                   |
| Villacher SV         | 1      | 2005/2006                                                                              |
| EHC Black Wings Linz | 1      | 2011/2012                                                                              |

## Češi s titulem
| Hráč          | Sezona                         |
| ------------- | ------------------------------ |
| Jaroslav Hübl | 2013/14 (HC Bolzano)           |
| Zdeněk Kutlák | 2015/16 (EC Red Bull Salzburg) |
| Celkem        | 2                              |